# 六四事件期間的學生與政府對話
在六四事件期间，学生要求中国政府官员与学生代表进行对话。呼籲對話始于1989年4月22日胡耀邦的悼念仪式，即學生領袖決定必須以和平對話解決事件，遂組織代表團統一學運秩序。在四月到五月間，学生要求学生与政府的对话都应在电视上直播。但是中共政府未能满足學生这一要求，而是建议對對話現場進行錄播。在4月29日，5月14日和5月18日共舉辦了三场学生与政府的对话。在4月29日的對話結束後不久，电视上播出了对话實況。5月18日的對話也是如此。僅5月14日的是錄播。

## 4月22日：學生主張和平請願
當天有三名学生跪在人民大會堂台阶上，举着寫有「七項要求」的請願書，希望中共官员能夠出面接收。但是没有任何一名中共官员出来接收他们的請願書。

### 七項要求
當時的學生發布了七點。儘管具體說法較多，不過不脫其基本要領，詳列如下：
1. 正確評價胡耀邦「民主、自由、寬鬆、和諧」的觀點，反對「反資產階級自由化」；
2. 要求客觀評價報導這次愛國學生運動，同時查處北京市欺上瞞下編造「動亂」這種藉口；
3. 公開調查“四．二零”打人事件真相；
4. 反貪污、反腐敗，懲處官倒，領導幹部向全國公開其本人及家屬的實際財產，並解決康華問題[6]；
5. 儘快出臺《新聞法》，允許民間辦報。並支持香港報人徐四民先生回大陸辦私人報紙的要求；
6. 提高教育經費，改善教師待遇，提高知識分子地位。公佈全國政協三個調查組關於北京市教育經費的調查結果；
7. 檢討政府重大政策性失誤，由全國政協出面，組成專家論證小組，分析去年通貨膨脹的原因[7]

學生对话的主要目的是解决中國當時日益严重的问题，例如中国境内的腐败和人民生活成本的上升。學生为了能與中共官員对话，创立了对话代表团。它是由北京大学的沈彤和中国政法大学的项小吉以及其他大學的代表组织的。後來学生和政府代表总共进行了三场对话。但是，上述对话還未能讓所有的学生和政府感到满意。

## 4月29日：第一場政府講話
在1989年4月29日舉行的对话是学生和政府代表之间第一次被录制以及播出的对话。政府代表袁木（国务院发言人）、何东昌、袁立本、陸宇澄和来自北京16个不同學校的四十五名学生代表出席了会议。学生提出的问题包括官倒和媒体言论自由，以及政府公開透明。袁木總結说，大多数同学怀着满腔热情，要求推进改革，反对腐败的愿望与党和政府的工作目标是完全一致的。何东昌接着说，同学们在游行中喊的是拥护共产党，拥护社会主义，拥护宪法，拥护四项基本原则等口号。對談持續了三個小時。總體來說，政府表示非常贊同對話，並認可學生們為學運設下的底線原則，中央代表同意會花時間處理現在的治理亂象，以及需要頒布《新聞法》。。

### 各說各話
政府认为对话达到了目的，那些學生代表也同意讓學運緩和下來，而部分学生对对话不满意，認為這是安排好的一場秀，吾尔开希曾抵达“对话会”会场，但被拒之门外，座位上四名官員在講台上學生在聽席上，議程安排也非常老氣官腔，這造成一個北航學生代表退場抗議。隨後與北高联常委王丹召开记者会，宣布不承认举行的是对话会，而是官方掌控的座谈会。从一些学生的角度来看，由于袁和其他官员回避了学生的要求，僅僅是同意有這些問題，故这次对话没有任何實質進展。中共官員在对话中总是強調中国需要稳定。从李鹏和其他中共领导人的角度来看，其代表方袁木在对话中表现坦誠而良好。

## 5月14日：对话代表团
到了五ㄧ的時候對話仍是開放選項，同一時間，香港大學生也去信給中國政府，在當時英屬香港中大學生的建制之風強盛，珠海講師黃毓民反對高唱共產音樂《國際歌》，卻還被親共學生批評，試圖與中央穩定關係，不過也為了聲援北京，舉辦了香港的五四大集會。後來到五月四日的時候舉辦了題為「慶祝五四，為民請命」的遊行，幾位主要有代表性的學生正式發表《新五四宣言》，作為公認的學運基本文件，並由王超华公開宣講，正式的代表團也成立。
在黨內也有不同意見，趙紫陽趁著5月4日亞行年會各代表團演講時積極評價了學生代表，說到「最近有一部分學生上街遊行。我想強調指出，學生遊行的基本口號是『擁護共產黨』、『擁護社會主義』、『擁護改革』、『反對腐敗』。他們絕對不是要反對我們的根本制度，而是要求我們把工作中的弊病改掉，他們要求糾正失誤，改進工作。」他說：「我認為，現在需要廣泛地進行協商對話，同學生對話，同工人對話，同知識分子對話，同各民主黨派和各界人士對話。交換意見，增進理解，共同探討解決大家共同關心的問題。」儘管他後來失勢，但據學生回憶，相對坦誠的交流其實是這時候才開始，當下學生也對趙的說法感到滿意，認為學運達到差不多了，應該能夠如計劃般和平落幕；而趙於同月19日的最後一次公開講話時，大家能感受到趙才是真正獲得了歷史發自內心的掌聲。
最後達成的5月14日对话的謀劃，始于五月九日，当时一名中共政府官员在校園內与沈彤接洽，声称可以安排對話代表團与中共统战部部长阎明复進行非正式对话。对话代表团提出了對話中要討論的三点，包括当前的学生运动、实质性改革的进展以及落實中华人民共和国宪法中保障言论和集会自由的条款。负责教育的中共中央政治局委员李鐵映以及阎明复再加上其他十位官员出席了对话。參與对话的对话代表团則由十三名学生組成。

### 直播爭議
由于对话时间倉促通知，政府官员声称对话無法现场直播，因而5月14日的对话将由中央电视台录制并延遲播出。对话代表团继续要求对话應现场直播，或者至少要对在天安门广场抗議的学生进行对话直播。除了对话代表团，其他学生观察员也出席了这次对话。对话过程中发生了混乱，因为学生观察员试图要求政府代表直接回答他們的問題，这使對話代表團原本提出的三點要求根本無法討論。而在天安門廣場的學生发现对话并未如期播出，非常不滿，認為自己被出賣，於是大批留在天安門廣場的抗議者冲入在统战部的对话现场。对话被迫中断。

## 5月18日：与李鹏会面
1989年5月18日的对话是学生代表團与政府之间进行的最重要的对话，因为它涉及到中華人民共和國總理李鹏和11位学生代表，特別是當時態度最堅定的學生。其他政府高级官员包括国家教育委员会主席李铁映、中共中央统一战线工作部部長阎明复、北京市委书记李锡铭和市长陈希同。出席会议的学生领袖包括吾爾開希·多萊特、王丹和熊焱。学生代表希望进行实质性对话，他们希望与政府就國家存在的问题进行公开讨论，并提出解决方案。对话的过程清楚地表明，李鹏的主要目的是说服学生们结束绝食运动。对學生而言，显而易见的是，政府不会妥协或满足他们的任何要求。

### 開始對話
李鹏参加對話的目的是要求学生终止绝食抗議，而不是双方之间進行某種谈判，同時這次對話李鵬遲到了幾分鐘才抵達現場。而參與絕食的吾爾開希·多萊特穿着病人服并拿着氧气瓶出现在对话中，後來的電視節目也播出了這一場景。吾爾開希對李鵬的遲到感到不滿：“您只是说这次会议有点來晚了......我们早在4月22日就要求与您见面。这次会议不是迟到了一点，而是來的太晚了！” 
許多学生领袖指出學生运动的性质是“爱国”和“民主”，并要求政府对此予以肯定。北京大学黨委書記王学珍肯定了学生的讲话，明确表示：“我相信我们的学生是爱国的。他们希望促进我国民主。（他们）没有试图制造动荡。我希望我们的政府将能肯定这一点。” 
李铁映是第一个代表政府讲话的人。李暗示政府會创造更多与学生代表对话的渠道，但他强调社會需要稳定，并说无法预测學生运动蔓延的後果。他告诉学生们，國家存在着學生可以表達意見的机构，例如全国人民代表大会。閻明復肯定了学生運動的意图，但警告说由于学生领袖無法控制运动的方向，运动中的“坏蛋”正在給國家惹来麻烦，阻碍了有意义的对话的进行。
李鹏说，政府有责任“维持秩序”，并说大多数学生是“爱国”和“不製造动荡”的。李表示，政府最关心的是学生的健康，但政府反对继续破坏社会秩序。学生代表提出了人民日報社論必须旗帜鲜明地反对动乱的问题，并要求承认学生运动是爱国的。但李鹏重申了社论必须旗帜鲜明地反对动乱，指出尽管学生们有良好的意愿，但仍有人利用这种情况制造動亂。
北京市长陈希同谈到抗议活动对该城市的经济活动造成的不利影响，称北京的交通瘫痪，工业生产受到严重破坏。